# Бурильна машина

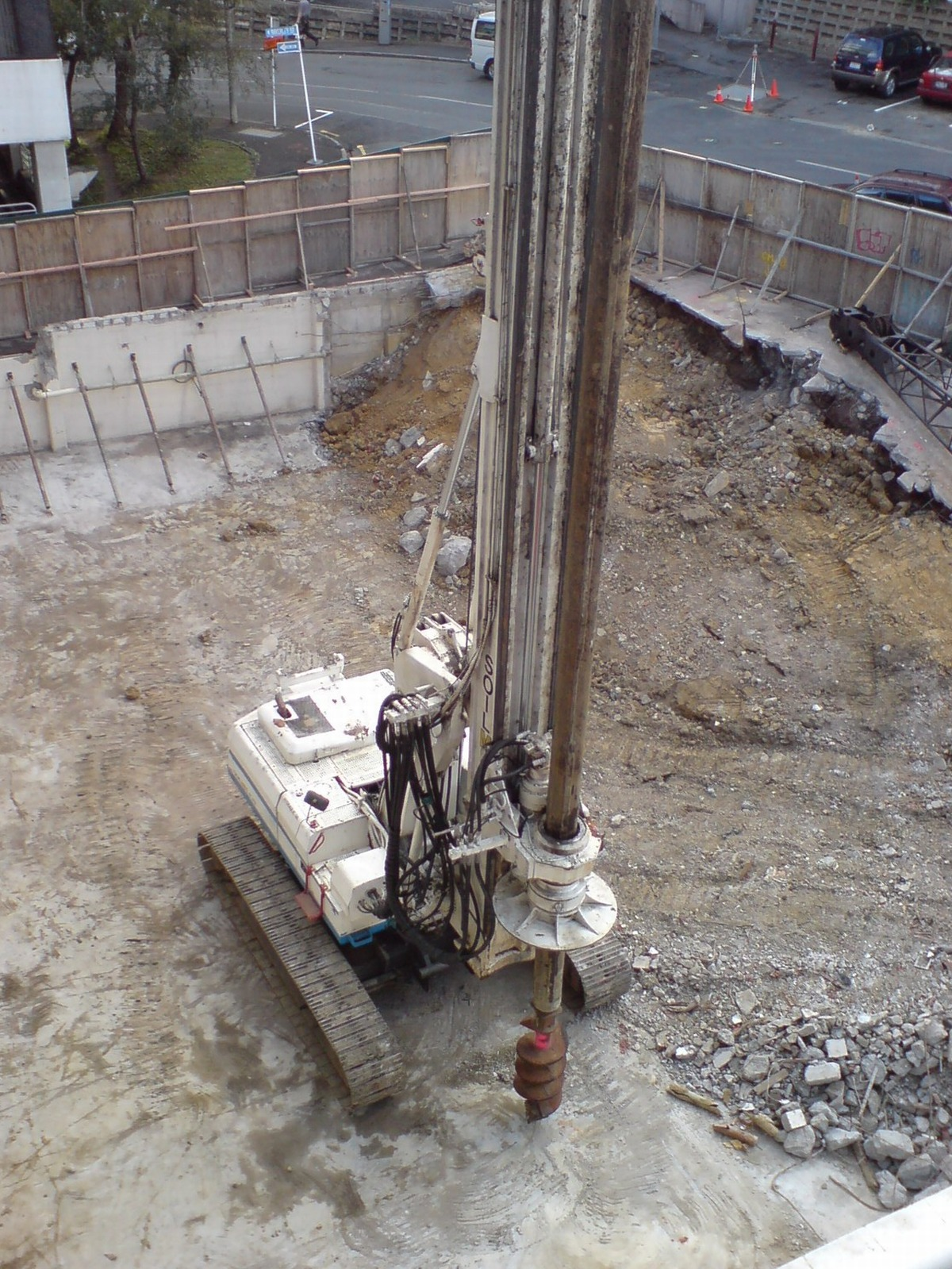
Бур

Бурильна машина  (рос. бурильная машина, англ. drilling machine, rock drill; нім. Bohrmaschine):
1) Частина шахтної бурильної установки, що є конструктивним поєднанням бурильної головки і подавача.
2) У широкому розумінні — машини, за допомогою яких здійснюють буріння шпурів (Буровий станок) та свердловин (Бурова установка) у гірських породах. Розрізняють Б.м.: ручні, ручні з примусовою подачею на вибій, колонкові, телескопічні.
Обертові Б.м. (свердла) виготовляють з електро-, гідро- та пневмоприводами. Виконавчий інструмент — з легованої сталі, твердих сплавів. Призначення — буріння в слабких породах і середньої міцності. Розповсюджені ручні електросвердла для буріння шпурів по вугіллю та слабким породам. Маса таких Б.м. — 12-20 кг, потужність електродвигуна — 1,5 кВт.
Колонкові електросвердла застосовують для буріння шпурів і свердловин глибиною до 10 м і більше в міцних породах. Маса таких Б.м. — до 120 кг, потужність електродвигуна — 4,5 кВт. Пневматичні свердла мають масу 10-15 кг, потужність на шпинделі — 1,5-2 кВт.
Широко застосовують бурильні молотки (див.).
Ударно-обертові Б.м. — комбінація ударної та обертової машини. Працюють при високих зусиллях подачі — бл. 12-15 кН. Високопродуктивні. Див. буріння ударно-обертове.
Для підвищення ефективності і глибини буріння свердловин використовують Б.м. з незалежним обертанням буру і виносними ударними механізмами. Ударний та обертовий механізм в таких конструкціях розділено. Ці Б.м. відрізняються високою енергією удару та порівняно невелику потужність обертового елемента. Застосовують пневматичний, рідше гідравлічний двигун. Глибина буріння з незалежним обертанням бура — до 40 м, продуктивність на 30-50 % більша, ніж у звичайних Б.м.